# ارتم پوتیوتسف
ارتم پوتیوتسف (اوکراینی: Артем Олександрович Путівцев؛ زادهٔ ۲۹ اوت ۱۹۸۸) بازیکن فوتبال اهل اوکراین است.
از باشگاه‌هایی که در آن بازی کرده‌است می‌توان به باشگاه فوتبال ماریوپول، باشگاه فوتبال متالورگ دونتسک، و باشگاه فوتبال متالیست خارکوف اشاره کرد.
وی همچنین در تیم‌های ملی فوتبال زیر ۲۱ سال اوکراین و اوکراین بازی کرده‌است.